# Georges André (curler i bobsleista)
Georges Jules André (ur. 26 lipca 1876 w Paryżu, zm. 19 marca 1945 w Wersalu) – francuski curler i bobsleista.
Podczas Zimowych Igrzysk Olimpijskich 1924 wystąpił w dwóch konkurencjach, curlingu i czwórkach bobslejowych. W pierwszej konkurencji, pomimo że Francja przegrała wszystkie dwa mecze zdobyła brązowy medal. Za życia André curling na ZIO, na których wystąpił uważany był za konkurencję pokazową, medal został mu przyznany pośmiertnie w 2006. W rywalizacji bobslejów Francja z czasem 6:22.95 zajęła 4. miejsce.

## Drużyny

### Bobsleje
Antony Berg, Henri Aldebert, Georges André, Jean de Suarez d’Aulan

### Curling
Fernand Cournollet, Georges André, Armand Isaac-Bénédic, Pierre Canivet, Robert Planque, Henri Aldebert